# Баррьере, Педро
Педро Баррьере (исп. Pedro Barriere, ? — 18 мая 1827) — испанский колониальный администратор, последний интендант Сан-Сальвадора.
Родился на Кубе, служил в Интендантстве Сан-Сальвадор, в начале XIX века дослужился до звания подполковника. Интендантство Сан-Сальвадор подчинялось Генерал-капитанству Гватемала. В 1812 году Кадисские кортесы разделили регион на две провинции: Гватемала (Гватемала, Чьяпас, Гондурас и Сальвадор) и Никарагуа-и-Коста-Рика (Никарагуа и Коста-Рика), при этом губернатор Гватемалы сохранил должность «генерал-капитана Центральной Америки и Чьяпас». В январе 1821 года скончался интендант Сан-Сальвадора Хосе Мария Пейнадо, и Педро Баррьере стал новым интендантом Сан-Сальвадора.
15 сентября 1821 года в столице генерал-капитанства был принят Акт о независимости Центральной Америки; интендантства были упразднены, и Педро Баррьере стал политическим начальником (Jefe Político) Сан-Сальвадора. 30 сентября 1821 года Мануэль Хосе Арсе с группой сторонников обратились к Баррьере с предложением о создании консультативного экономического совета. Однако Баррьере приказал их арестовать, но, боясь народного возмущения, отправил их в столицу — в Гватемалу.
Правящая хунта Гватемалы, получив от Баррьере информацию о произошедшем, была готова расправиться с заключёнными. Однако Хосе Матиас Дельгадо, назначенный Временной консультативной хунтой Гватемалы новым политическим начальником Сан-Сальвадора, встретил их на полпути, в Санта-Ане, и освободил.
Педро Баррьере был вынужден покинуть Сан-Сальвадор и перебрался в Гватемалу. В начале 1822 года Центральная Америка была аннексирована Мексиканской империей, но в 1823 году выделилась из неё, образовав Соединённые Провинции Центральной Америки, и Баррьере оказался в составе армии нового государства. 29 апреля 1825 года Мануэль Хосе Арсе был избран первым президентом Соединённых Провинций. В 1826 году в стране началась гражданская война, и Педро Баррьере погиб в 1827 году в сражении при Милинго, будучи на службе у своего бывшего противника.